# Баварски планински крвоследник
Баварски планински крвоследник (нем. Bayerischer Gebirgsschweißhund) је пас средње величине пореклом из Немачке. Још од раних 1900-тих година користи се за проналазак рањених животиња. Ова пасмина настала је укрштањем већег хановерског крвоследника са мањим тиролским гоничем, а у себи има и крви алпског брак јазавичара. Настала је из потребе за лакшим и мање робусним псом који ће моћи пратити чак и хладни траг дивљачи (јелена, срне, дивокозе) у планинским подручјима. Ово је веома живахан и храбар пас, везан за свог власника, а уздржан према странцима.

## Основно
- Мужјак
  - Висина од 47 до 52 цм
  - Тежина од 20 до 30 кг
- Женка
  - Висина од 44 до 48 цм
  - Тежина од 17 до 25 кг

## Историја
Баварски планински крвоследник се користи за потрагу рањене дивљачи од стране ловца. Ово је трагач по крви који прати траг у планинским подручјима. Пореклом је из Немачке и претпоставља се да је развијен 1870-тих година. Сви гоничи су претече ловачких паса званих бракен. Трагачи по крви су настали од најмирнјих и најпокорних бракена, стварајући крвоследнике и псе на поводнику. Ови пси су уско узгајани од краја 18. до почетка 19. века. Током овог периода настаје и хановерски крвоследник. Пошто су претходне ловачке методе застареле, ловци су увидели потребу за истинским крвоследницима. Пушке су биле напредније и прецизније на већим удаљеностима. Хановерски крвоследник је био претежак и није имао способност нити истрајност да јури рањене животиње, нарочито у планинским регионима. Баварски планински крвоследник је створен од стране барона Карг-Бебенбурга из Рајхенхала. Он је искористио хановерског крвоследника и тиролског гонича како би створио баварског планинског крвоследника. Пошто се баварски планински крвоследник одлично показао на тешком терену, постао је примарни избор за професионалне ловце. Године 1912. клуб баварских планинских крвоследника је основан и налази се у Минхену. Ово је једини клуб посвећен овој раси у Немачкој.

## Карактеристике пса

### Нарав
Баварски планински крвоследник је интелигентан пас. Активан је и одговара му велико двориште где може да трчи и да се игра са власником. Веома је одан својој људској породици и воли да им удовољи. Пошто има пуно енергије, драже му је играње од мажења у кући. Имају изражен ловачки инстинкт пошто су за те потребе и узгајани. Нису пси чувари и прилично су тихи, али ипак резервисани према странцима, иако нису агресивни према људима. Добро се слажу са осталим псима.

### Општи изглед
Баварски планински крвоследник је средње велики пас, веома покретан и мишићав. Тело је нешто дуже од висине. Очи су тамно браон или нешто светлије, има јасан, прозоран израз. Уши су нешто преко средње дужине, али допиру највише до носа. Тешке, усађене високо и широко, заобљене на доњем делу, падају без увртања, прилежуће. Реп је средње дуг, допире највише до скочног зглоба, често тамније црвен. Длака је густа, равно прилежућа, средње оштра, са мало сјаја. Финија на глави и ушима, оштрија и дужа на стомаку, ногама и репу. Боја длаке је тамноцрвена, јелењецрвена, црвенабраон, црвеножута, такође бледожута до боје земичке, црвеносива, као зимска длака срндаћа, такође пламена или тамноцрвена. На леђима је основна боја чешће интезивнија. Њушка и уши су тамнији. Дозвољене су мале светлије грудне флеке.

## Нега и здравље
Овај пас се стално и прилично много лиња, тако да му је неопходно свакодневно четкање током читаве године. Међутим, не треба му професионална нега, а купати га треба само када је то апсолутно неопходно. Уши треба чистити једном недељно, како би се спречиле и уочиле инфекције ушију. Нокте подрезивати по потреби.
Са баварским планинским крвоследником се повезује веома мали број здравствених проблема. Нажалост, велики број припадника ове расе болује од дисплазије кука и лактова. Може се јавити и инфекција ушију.
Животни век ове пасмине је од 12 до 14 година.